# سید مهدی میرابوطالبی
سید مهدی میرابوطالبی، معاون کل سازمان توسعه تجارت ایران از ۲ آذر ۱۳۹۲ است. او همچنین در آذر ۱۳۹۲ توسط محمد نهاوندیان رئیس اتاق بازرگانی و صنایع و معادن ایران به عنوان معاون امور بین الملل این اتاق منصوب شده بود.

## مسئولیت‌ها
وی سفیر ایران در فرانسه، از مهر ۱۳۸۷ تا ۱۳۹۰ و معاون سابق اتاق بازرگانی و صنایع و معادن ایران در امور بین الملل بوده است. پیش از آن، سفیر جمهوری اسلامی ایران در فرانسه، قائم مقام معاونت سیاسی استانداری خراسان، رئیس هیئت مدیره و مدیرعامل سابیر، مشاور فنی و مدیر هماهنگی سازمان گسترش و نوسازی صنایع ایران، کاردار جمهوری اسلامی ایران در پاریس، سفیر ایران در ترکمنستان و مدیر عامل منطقه پارس جنوبی  بوده است.